# Rybaczek srokaty
Rybaczek srokaty, zimorodek srokaty (Ceryle rudis) – gatunek średniej wielkości ptaka z rodziny zimorodkowatych (Alcedinidae); jedyny przedstawiciel rodzaju Ceryle. Nie jest zagrożony.

## Zasięg występowania
Rybaczek srokaty zamieszkuje Bliski Wschód (od Azji Mniejszej po Zatokę Perską), południową i południowo-wschodnią Azję aż po południowo-wschodnie Chiny oraz Afrykę poza Saharą. Zasadniczo osiadły. Do Polski zalatywał wyjątkowo (stwierdzony raz w 1859 roku nad Wisłą w okolicach Warszawy).

## Morfologia
WyglądSłabo zaznaczony dymorfizm płciowy. Wierzch ciała i czubek na głowie czarne o białym perełkowaniu, na białej piersi dwie czarne przepaski u samca, a u samicy jedna niepełna, spód biały (u samicy z czarnym deseniem).
Wymiary średniedługość ciała 25–30,5 cm
rozpiętość skrzydeł ok. 38 cm
masa ciała: samce 68–100 g, samice 71–110 g

## Ekologia

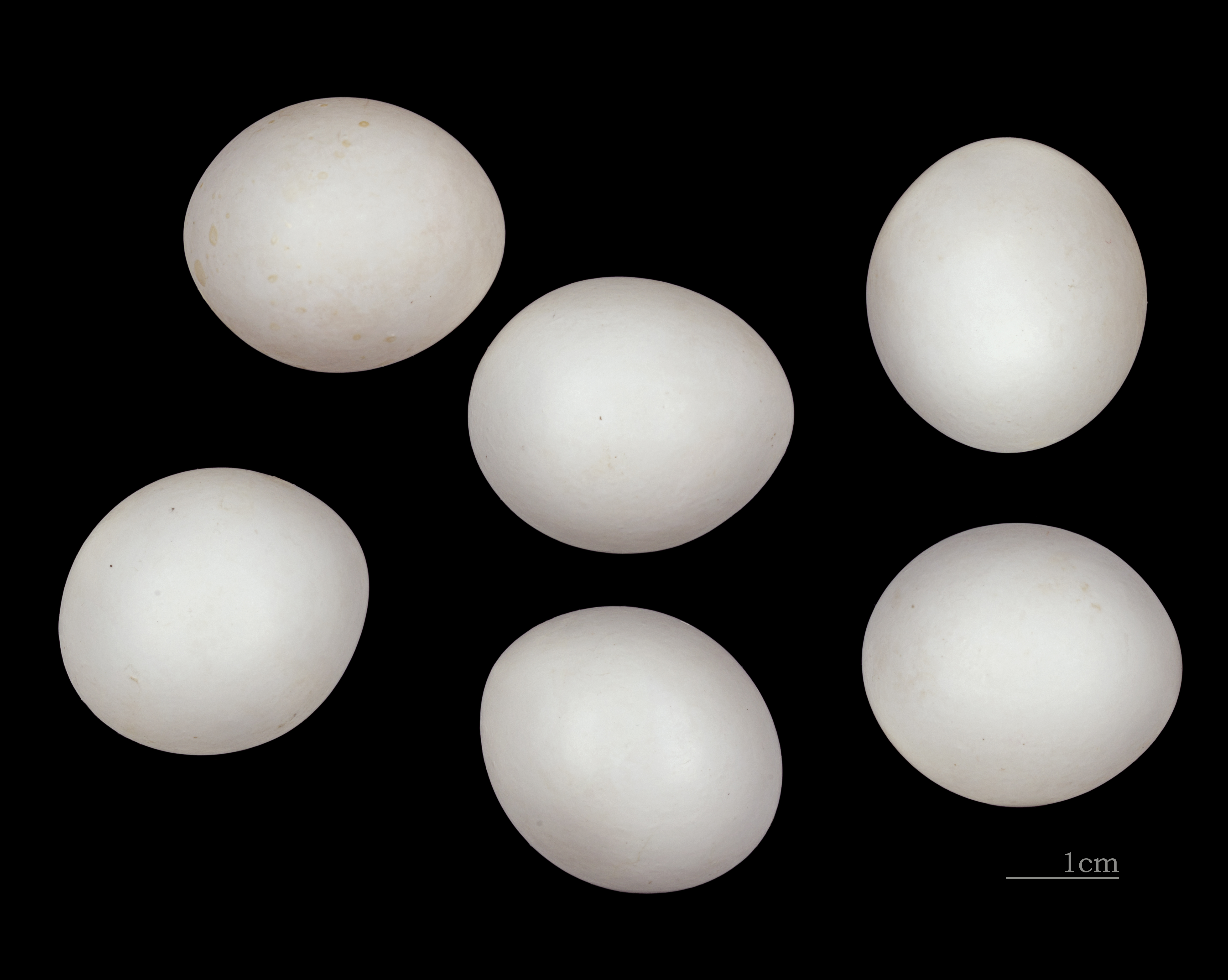
Jaja z kolekcji muzealnej

BiotopNad zbiornikami wodnymi zarówno słodkimi, jak i słonymi (również morskie wybrzeża). Także nad rzekami i strumieniami, na bagnach i polach ryżowych.
GniazdoW norze o głębokości 1–2 m zakończonej komorą lęgową.
JajaW liczbie od 1 do 7 (zazwyczaj 4–5) o średnich wymiarach 30 x 23,5 mm. Inkubacja trwa 18 dni.
PisklętaRodzą się nagie i ślepe. Początkowo karmi je samiec, ewentualnie wspomagany przez pomocnika lub pomocników, później karmieniem zajmuje się także samica. Pisklęta są w pełni opierzone po 23–26 dniach od wyklucia, po kolejnych 14 dniach mogą już polować na ryby, ale pozostają z rodzicami jeszcze przez kilka miesięcy.
PożywienieDrobne ryby, skorupiaki i duże owady wodne.

## Status i ochrona
Międzynarodowa Unia Ochrony Przyrody (IUCN) uznaje rybaczka srokatego za gatunek najmniejszej troski (LC – Least Concern) nieprzerwanie od 1988 roku. Liczebność światowej populacji nie została oszacowana, a jej trend nie jest znany.
W Polsce podlega ścisłej ochronie gatunkowej.

## Podgatunki

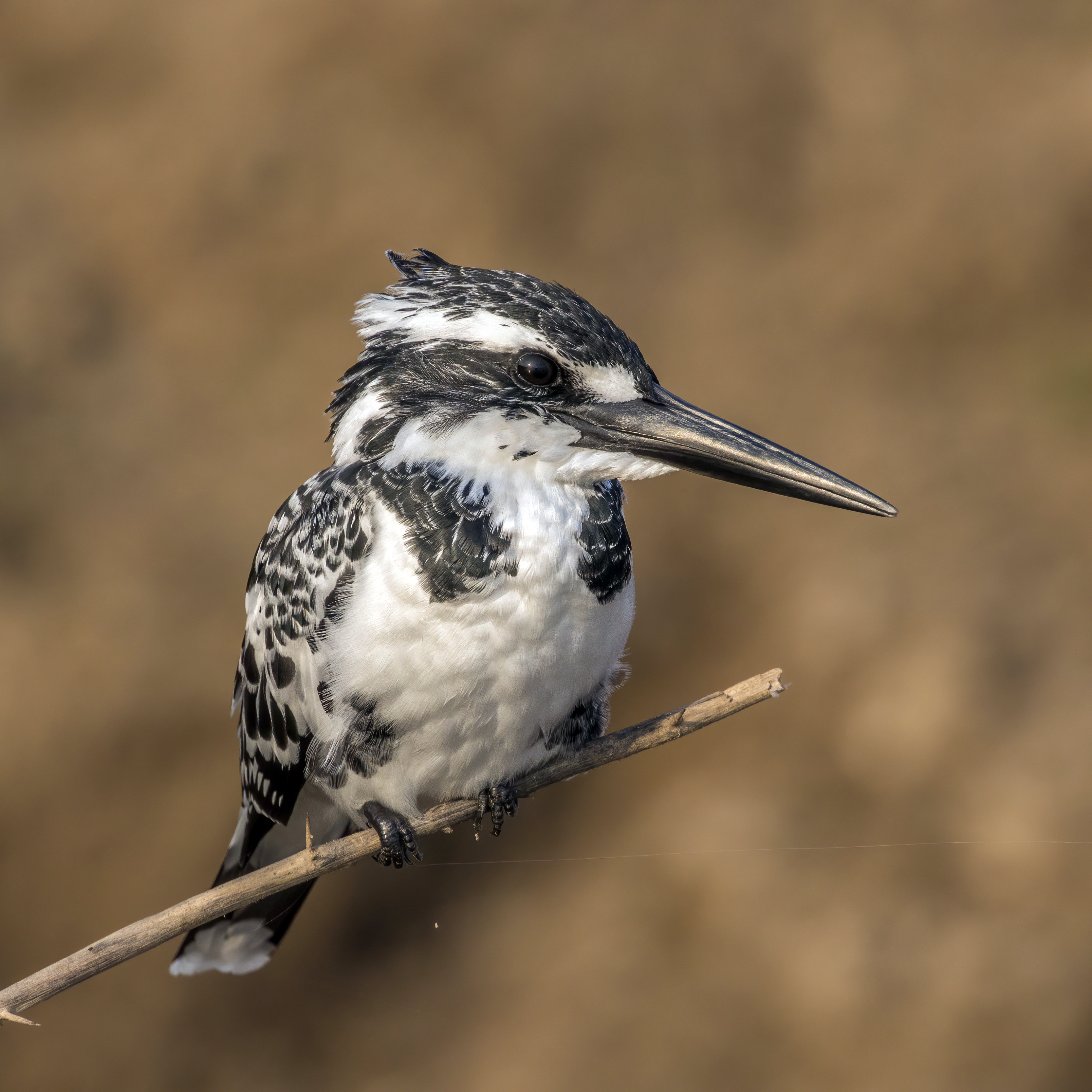
Samica podgatunku C. r. leucomelanurus

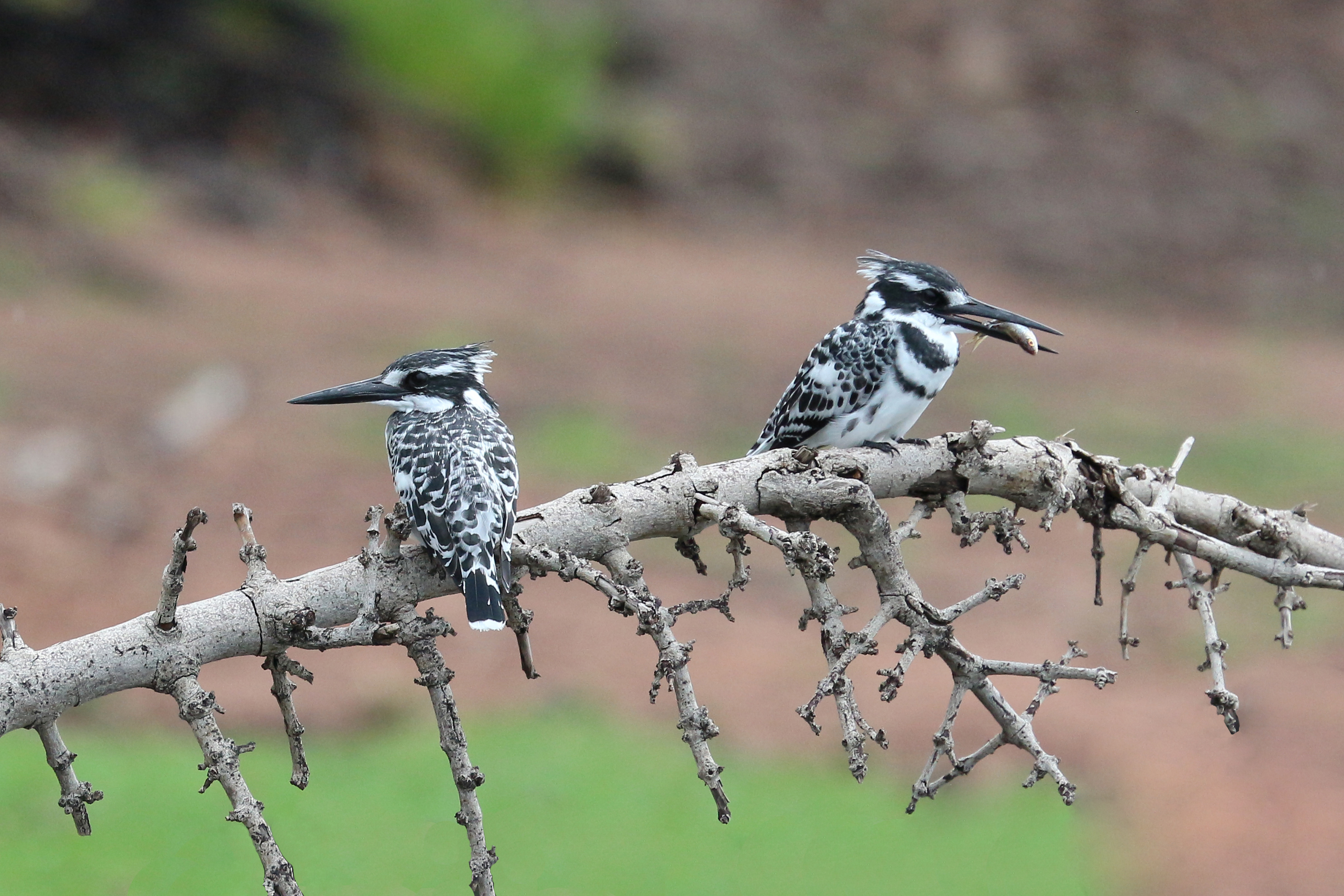
Rybaczki srokate w Botswanie

Międzynarodowy Komitet Ornitologiczny (IOC) wyróżnia 5 podgatunków Ceryle rudis:
- C. r. syriacus Roselaar, 1995 – Turcja do Izraela i na wschód po południowo-zachodni Iran
- C. r. rudis (Linnaeus, 1758) – Egipt i Afryka Subsaharyjska
- C. r. leucomelanurus Reichenbach, 1851 – wschodni Afganistan przez Indie do południowych Chin i północnych Indochin
- C. r. travancoreensis Whistler, 1935 – południowo-zachodnie Indie
- C. r. insignis Hartert, 1910 – wschodnie i południowo-wschodnie Chiny, wyspa Hajnan

Podgatunek syriacus bywa przez niektórych autorów uznawany za synonim podgatunku nominatywnego, gdyż różnice między nimi są kwestionowane.